# Oxyethira sechellensis
Oxyethira sechellensis är en nattsländeart som beskrevs av Malicky 1993. Oxyethira sechellensis ingår i släktet Oxyethira och familjen smånattsländor. Inga underarter finns listade i Catalogue of Life.